# Aleksander Maksymilian Fredro
Aleksander Maksymilian Fredro herbu Bończa – podczaszy żydaczowski w latach 1687-1702, miecznik czernihowski już w 1669 roku, do 1685 roku, miecznik żydaczowski w 1665 roku, sędzia grodzki żydaczowski w 1693 roku, sędzia kapturowy ziemi przemyskiej w 1696 roku, rotmistrz piechoty łanowej w 1690 roku.

## Życiorys
Był elektorem Michała Korybuta Wiśniowieckiego z ziemi sanockiej w 1669 roku.